# Un monde nouveau
Pour plus de détails, voir Fiche technique et Distribution.
Un monde nouveau (Un mondo nuovo) est un film franco-italien réalisé par Vittorio De Sica et sorti en 1966.

## Synopsis
À Paris, deux jeunes gens, Anne, étudiante en médecine, et Carlo, photographe italien, passent la nuit ensemble à l'issue de leur rencontre au bal des étudiants. Quelque temps après, Anne découvre qu'elle est enceinte. Bien qu'ils s'aiment vraiment, Anne et Carlo hésitent à avoir cet enfant, chacun pour des raisons différentes. Anne ne peut se résoudre à donner naissance à son enfant dans le monde misérable des hôpitaux qu'elle côtoie tous les jours tandis que Carlo voit cette naissance comme un enracinement dans un monde bourgeois qu'il tente désespérément de fuir. Ils optent alors pour l'avortement et, pour payer l'intervention, Carlo joue les gigolos avec Margot, une femme plus âgée, mais riche. Finalement, Anne refuse d'avorter et l'enfant du jeune couple rejoindra le monde incommensurable des anonymes.

## Fiche technique
- Titre original : Un monde nouveau[1]
- Titre alternatif francophone : Un monde jeune
- Titre italien : Un mondo nuovo
- Réalisation : Vittorio De Sica
  - Assistant réalisation : Yves Boisset
- Scénario : Cesare Zavattini, Riccardo Aragno (non crédité)
  - Dialogues : Cesare Zavattini
- Musique : Michel Colombier
- Décors : Max Douy
- Costumes : Tanine Autré
- Photographie : Jean Boffety
- Son : Pierre Calvet
- Montage : Paul Cayatte
- Production : Raymond Froment 
  - Production déléguée : Harry Saltzman
- Sociétés de production : Terra Film (France), United Artists (France), Sol Produzione (Italie), Compagnia Cinematografica Montoro (Italie)
- Sociétés de distribution : United Artists[2] (France, Royaume-Uni), Lopert Pictures (États-Unis)
- Pays d'origine :  Italie,  France
- Langue originale : français
- Format : noir et blanc — 35 mm — 1,66:1 — monophonique
- Genre : drame
- Durée : 83 minutes
- Dates de sortie :
  - France : 23 mars 1966
  - Allemagne de l'Ouest : 5 avril 1966
  - États-Unis : 16 mai 1966
  - Italie : 18 juin 1966
- Classification : interdit aux moins de 16 ans (France, CNC)

## Distribution
- Christine Delaroche : Anne
- Nino Castelnuovo : Carlo
- Madeleine Robinson : Margot
- Georges Wilson : le professeur en médecine
- Pierre Brasseur : le patron de Carlo
- Françoise Brion : Martine
- Tanya Lopert : Mary
- Isa Miranda : une sage-femme
- Jeanne Aubert : une sage-femme
- Charles Millot : Hans
- Jean-Pierre Darras
- Laure Paillette
- Sean Connery (non crédité) : lui-même

## Production

### Casting
C'est avec ce film que « Christine Palle » devient « Christine Delaroche » comme elle le raconte : « Je suis choisie ! De Sica avait quand même cherché son héroïne pendant trois mois… […] De Sica me demande de changer mon nom, Palle.
— Pétite, ça n'est pas possible… Pallé, en italien, ça veut dire “couilles” ! Alora, sour oune affiche !
— Et Sean Connery… Il est bien sur les affiches, et en gros en plus !
Ma superbe répartie ne l'a pas convaincu, alors j'ai accepté. À la maison, on s'est creusé la cervelle car je voulais un “vrai” nom de famille. Finalement, celui de mon arrière-grand-mère, Gabrielle Delaroche, à qui, paraît-il, je ressemblais, reçut l'agrément de tous. Va pour Christine Delaroche. »

### Tournage
- Période de prises de vue : 18 février au 30 avril 1965[4].
- Extérieurs : Paris[5].
- Christine Delaroche[3] : « Le tournage a commencé. J'étais quand même une débutante et De Sica a été magique, patient, me disant toujours le mot qu'il fallait juste avant la prise.
— Pétite, n'oublie pas que tou as un enfant dans le ventrrre. On ne traverse pas la rue pareil. […]
De Sica souhaitait que ses très jeunes protagonistes fassent une promenade amoureuse dans plusieurs lieux mythiques de Paris : Hôtel du Nord, place de la Concorde, rue Lepic, place de l'Europe, etc. Nous tournions ces séquences, toutes assez courtes, la nuit. Or, en février 1965, les nuits étaient très froides. […] Place de l'Europe, justement : quatre heures du matin, toute l'équipe est là. Avec Nino, nous essayons de nous réchauffer tant bien que mal dans une caravane pendant la préparation du plan. De Sica avait indiqué la place de la caméra et celle des acteurs. Nino est moi nous devions nous tenir de profil, face à face, le long des barreaux qui longeaient le trottoir. Bla bla bla, petite scène, et la caméra zoomait entre nos deux visages pour terminer sur un plan de la gare Saint-Lazare. Tout est prêt, on appelle De Sica pour vérifier le plan de fin.
— Ma… il y a oune trrrain là !
— Oui, monsieur… C'est une gare !
— Enlévez-moi le trrrain.
Et il repart dans sa caravane. Pas vraiment pratique, à quatre heures du matin, de faire bouger le train. Il voulait absolument que le zoom de la caméra se termine sur des rails nus, noirs et luisants… Magnifique, certes, mais déjà qu'il avait fallu éclairer presque tout l'arrière de la gare, il restait quand même quelques trains. Le chef opérateur et le cadreur ont réussi à changer légèrement l'axe de la scène pour finir sur des “rails nus, noirs et luisants”.
— Monsieur, c'est prêt.
— Ah, c'est parfait.
Moteur. Action. Vittorio a trouvé tout à fait normal que l'équipe ait réussi à “enlever le trrrain” !
Ah, il y a eu la scène d'amour ! J'étais terrorisée car bien sûr il n'était pas question que je me déshabille. […] Or il était prévu dans le scénario : deux corps nus étendus dans la pénombre. Aïe, aïe, aïe ! Cramponnée à ma petite culotte et à mon soutien-gorge, je souffrais le martyre. Nino, mon sauveur, s'est allongé, nu, sur moi en râlant :
— Quand je pense qu'à cause de cette ragazza[Note 1] tous les pédérastes de Rome vont me tourner autour… […]
Pour la scène chez l'avorteuse, où Anne, mon personnage, décide de garder son bébé, j'avais peur. C'était très réaliste, les pieds dans les étriers, situation toujours humiliante. Je me suis mise dans un état effrayant, je ne pouvais plus m'arrêter de pleurer, même après le fameux « Coupez ».
— Ma qué pétite, calme-toi, voyons, c'est dou cinéma !
— J'y arrive pas, je sais, mais j'y arrive pas.
Je hoquette, mon nez coule, je suis lamentable, et ça dure. Yves Boisset vient me trouver.
— Tu sais, jusque-là, tu ne m’avais pas vraiment convaincu, mais là, chapeau, tu m'as eu.
— Merci (hoquet), oh merci, tu (hoquet) es gentil. »

## Accueil
Christine Delaroche : « Un monde nouveau, il est maudit. Comme il traite de l'avortement, sujet tabou à l'époque, il est interdit par la censure pendant un an. C'est pourtant un scénario de Cesare Zavattini (Le Voleur de bicyclette, Miracle à Milan) et De Sica y tient beaucoup. […] Je suis la ragazza proibita dans les journaux italiens, et quand le film sort, un an après, la critique le lapide et le public le boude. Heureusement, il a eu une carrière internationale très favorable. Pourtant, De Sica était précurseur sur l'avortement et sur le milieu étudiant : il annonçait Mai 68. C'était un beau film prémonitoire, mais trop en avance sur cette époque où l'avortement était considéré comme un crime. Je suis fière de l'avoir tourné. Parmi les critiques, celle d'Henry Chapier avait été l'une des pires. Selon lui, je n'étais qu'une “pitoyable trouvaille de la télévision” et tout le monde, y compris De Sica, s'était fait démolir. »